# NGC 6074
NGC 6074 é uma galáxia espiral na direção da constelação de Hercules. O objeto foi descoberto pelo astrônomo Edouard Stephan em 1874, usando um telescópio refletor com abertura de 31,5 polegadas. Devido a sua moderada magnitude aparente (+14,5), é visível apenas com telescópios amadores ou com equipamentos superiores.